# إتش إم إس إنديفور
HMS إنديفور، والمعروفة أيضا باسم HM النباح إنديفور ، وكانت سفينة أبحاث للبحرية الملكية البريطانية التي أمر عليها الملازم جيمس كوك ه ك أول رحلة إستكشافية، إلى أستراليا ونيوزيلندا 1769-1771.
وقد أبحرت في عام 1764 بوصفها كولير إيرل بمبروك، والبحرية تمت لها شراؤها في 1768 في مهمة علمية إلى المحيط الهادئ، واستكشاف البحار حدس تيرا AUSTRALIS مجهولة أو «الأراضي الجنوبية المجهولة».
البحرية أعادت تسميتها وتكليفها باعتبارهاصاحب الجلالة النباح انديفور. غادرت بليموث في أغسطس 1768، ودارت حول كيب هورن، ووصلت تاهيتي في الوقت المناسب لمراقبة عبور الزهرة عبر الشمس لعام 1769. ثم إنها أبحرت في المحيط المجهول الذي لم تطؤه سفينة إلى الجنوب، وتوقف عند الجزر هواهيني، بورابورا، في المحيط الهادي وراياتيا حيث أمكن لجيمس كوك على المطالبة بتلك الجزر لبريطانيا العظمى. في سبتمبر 1769، وقد رست قبالة نيوزيلندا، وهي أول سفينة أوروبية تصل إلى الجزر منذ هابيل تاسمان في Heemskerck بلدة في شمال هولندا في وقت سابق 127 سنة.
في نيسان عام 1770، أصبحت إنديفور أول سفينة تصل إلى الساحل الشرقي لاستراليا، وعندما ذهب كوك إلى الشاطئ في ما يعرف الآن باسم خليج بوتاني. ثم أبحرت إنديفور شمالا على طول الساحل الأسترالي. حيث تجنبت كارثة بعد جنوحها على الحاجز المرجاني العظيم واضطر كوك لرمي المدافع الموجودة على متنها في عرض البحر لتخفيف وزنها. ثم رسا بها على الشاطئ في البر الرئيسى لمدة سبعة أسابيع للسماح بإصلاح البدن إصلاحا بدائيا. يوم 10 أكتوبر عام 1770، قيل انها وصلت إلى ميناء في باتافيا (يسمى الآن جاكرتا) في جزر الهند الشرقية الهولندية لمزيد من الإصلاحات الكبيرة، وقد أقسم طاقمها على السرية حول الأراضي التي اكتشفت. وقيل انها استأنفت رحلتها غربا في 26 ديسمبر تقريبا إلى رأس الرجاء الصالح يوم 13 مارس 1771، وصلت إلى ميناء إنجليزى من دوفر في 12 يوليو، بعد أن كانت قد مكثت في البحر منذ ما يقرب من ثلاث سنوات.
ومكثت منسية إلى حد كبير بعد رحلتها الملحمية، إنديفور أمضت السنوات الثلاث التي تلت في شحن مخازن البحرية إلى جزر فوكلاند.ثم تم إعادة تسميتها وبيعها في أيدي القطاع الخاص في عام 1775، ثم عادت لفترة وجيزة لخدمة البحرية كما قامت بنقل القوات خلال حرب الإستقلال الأميريكية وكان أن غرقت في حصار خليج ناراجانسيت، رود آيلاند في عام 1778، ولم يحدد بالضبط موقع الحطام، ولكن تم عرض مخلفات من بينهم ستة من المدافع التي كانت على متنها، ومرساة، في المتاحف البحرية في جميع أنحاء العالم.سفينة طبق الأصل من  إنديفور أطلق في عام 1994 ورست إلى جانب المتحف البحري الوطني الأسترالي في ميناء سيدني. مكوك الفضاء انديفوركان قد سمى بعد الاسم اللأصلي للسفينة. كما أطلق  إنديفور على عملة نيوزيلندا ذات الخمسين سنتا.

## البناء
كانت إنديفور في الأساس  ميرشانت كولير إيرل بمبروك، التي أبحرت في يونيو 1764 من ميناء الفحم وصيد الحيتان ويتبي في شمال يوركشاير، ومن النوع المعروف محليا باسم يتبي القط. وقالت انها كانت تامة الأشرعة تبحر مع ثلاثة أو أكثر من الصواري وقد بنيت بثبات مع، شقة واسعة القوس الجزء الأمامي من بدن السفينة أو القارب، وأما شتيرن هو المؤخرة أو الخلفية وهو أقصى جزء من السفينة أو القارب، ويعرف تقنيا باسم المنطقة التي يتم بناؤها على مدى sternpost هو العضو الهيكلي المستقيم أو آخر جزء في مؤخرة السفينة أو القارب (خشبية عموما)، والتي تعلق على العوارض والمؤخرة اليسرى وهي جزء من الركن من المؤخرة. وعلى بعد مربع الجسم وهو طويل وعميق عقد عقد السفينة هو الفضاء لنقل البضائع.
التصميم ذى القاع المسطح جعل السفينة كذلك مناسبة للإبحار في المياه الضحلة، وسمح لها أن تكون ترسو لتحميل وتفريغ البضائع وللإصلاحات الأساسية دون الحاجة إلى الحوض الجاف. والبدن والأرضيات الداخلية، وfuttock كلها بنيت من
البلوط الأبيض التقليدي، ولها العارضة وstern post أي العضو الهيكلي المستقيم في مؤخرة من سفينة أو قارب (خشبية عموما) والتي هي التي تعلق على العوارض والمؤخرة اليسرى جزء من ركن من المؤخرة. من شجر الدردار والصواري تصنع من الصنوبر والشوح خطط السفينة أيضا تظهر مزدوجة الكلسون مجموعة عوارض طولانية لقفل العارضة، الأرضيات والإطارات في المكان.
بعض الشك مازال قائما حول ارتفاع الصواري للسفينة، والمخططات الباقية لدينا من  إنديفور تصور جسم السفينة فقط، وليس خطة الصاري. في حين يتم قبول الصواري الرئيسية التي هي في المقدمة لتكون معيارا129 و 110 قدم (39 و 34 م) على التوالي، تعليق توضيحي على واحد مايزال لدينا الخطة سفينة سجل الصارى باسم «16؛ ياردة 29 بوصة» (خطأ في التعبير: قوس إغلاق غير متوقع. m). إذا كان ذلك صحيحا، فإن هذا ينتج الصاري اقتطاع الغريب كامل 9 قدم (2.7 م)أقصر من المعايير من اليوم تشير الأبحاث الحديثة أن الشرح قد يكون خطأ في النسخ وينبغي أن تقرأ «19 متر 29 بوصة» (خطأ في التعبير: قوس إغلاق غير متوقع. m), التي من شأنها أن تتوافق بشكل وثيق مع كل من معايير البحرية وأطوال الصوارى الأخرى. هو مبني على تصور طبق الاصل لهذا القياس الأصغر، كما هو النموذج في المتحف البحري الوطني في غرينتش. هناك فرق بين ارتفاع الصاري الصدارة والصارى الخلفى في اللوحة المعاصرة من قبل Luny (أدناه) وموقفها من النسخة المتماثلة في الصور، مقارنة مع ارتفاع من أدنى الساريات على الصدارة والصواري الرئيسية.

### الحواشي
^[a]In today's terms, this equates to a valuation for Endeavour of approximately £265,000 and a purchase price of £326,400.

^[b]Provisions loaded at the outset of the voyage included 6,000 pieces of pork and 4,000 of beef, nine tons of bread, five tons of flour, three tons of sauerkraut, one ton of raisins and sundry quantities of cheese, salt, peas, oil, sugar and oatmeal. Alcohol supplies consisted of 250 barrels of beer, 44 barrels of brandy and 17 barrels of rum.

^[c]The shanghaiied man was John Thurman, born in New York but a British subject and therefore eligible for involuntary impressment aboard a Royal Navy vessel. Thurman journeyed with Endeavour to Tahiti where he was promoted to the position of sailmaker's assistant, and then to New Zealand and Australia. He died of disease on 3 February 1771, during the voyage between Batavia and Cape Town. 

^[d]Some of Endeavour's crew also contracted an unspecified lung infection. Cook noted that disease of various kinds had broken out aboard every ship berthed in Batavia at the time, and that "this seems to have been a year of General sickness over most parts of India" and in England.

^[e]A number of British vessels were sunk in local waters in the days leading up to the 29–30 August 1778, Battle of Rhode Island. These were the four Royal Navy frigates on 5 August along the coast of Aquidneck Island north of Newport: Juno 32, Lark 32, Orpheus 32, and Cerberus 28; the Royal Navy sloop of war Kingsfisher and galleys Alarm and Spitfire in the Sakonnet River on 30 July; the Royal Navy frigate Flora and sloop of war Falcon in Newport Harbour on 9 August; and ten of the thirteen privately owned British transports sunk in Newport Harbour between 3–5 August were Betty, Britannia, Earl of Oxford, Good Intent, Grand Duke of Russia, Lord Sandwich, Malaga, Rachel and Mary, Susanna, and Union.